# Simone da Lesina

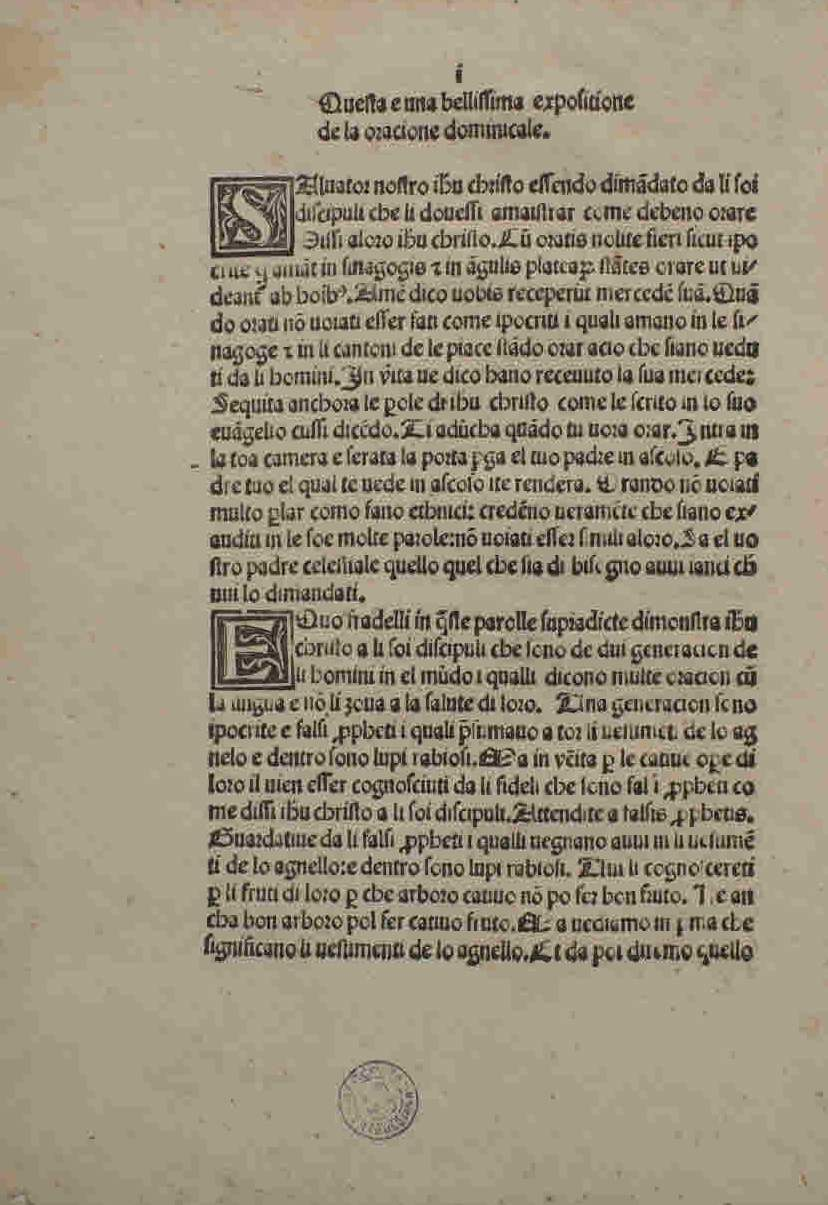
Esposizione dell'orazione domenicale

Simone da Lesina, detto anche Simon Dalmata (Lesina, XIV secolo – XV secolo), è stato un presbitero e scrittore italiano originario della Dalmazia.

## Biografia
Nacque verso la fine del XIV secolo nell'isola di Lesina (Hvar) in Dalmazia; dopo il 1448 divenne rettore della chiesa di Santa Maria in Murelle, presso Villanova di Camposampiero (provincia di Padova).
Scrisse varie opere di tema religioso, che pubblicò dal 1475 in poi. La sua opera più fortunata, Esposizione dell'orazione domenicale, ebbe numerose edizioni e fu stampata per almeno due secoli.

## Opere
- (LA) Opusculum presbyteri simonis dalmate ex ciuitate pharensi: in quo tractatur de baptismo sancti spiritus & uirtute eius super euangelio Ioannis[collegamento interrotto], Venezia, per magistrum Guiliesmum [!] gallum, 1477.
- Esposizione dell'orazione domenicale, Padova, Matteo Cerdonis, 1483.
- Spechio della Salute, Venezia, Bernardinus Rizus, Novariensis, 1486.